# Muscat Classic 2023
La Muscat Classic 2023, prima edizione della corsa e valevole come prova dell'UCI Asia Tour 2023 categoria 1.1, si svolse il 10 febbraio 2023, su un percorso di 173,7 km, con partenza a Al Mouj Muscat e arrivo a Al Bustan, in Oman. La vittoria fu appannaggio del belga Jenthe Biermans, il quale completò il percorso in 4h27'48", alla media di 38,917 km/h, precedendo il connazionale Jordi Warlop e l'italiano Andrea Vendrame.
Sul traguardo di Al Bustan 86 ciclisti, su 118 partiti da Al Mouj Muscat, portarono a termine la competizione.

## Squadre e corridori partecipanti
| N.    | Cod. | Squadra                  |
| ----- | ---- | ------------------------ |
| 1-7   | SOQ  | Soudal Quick-Step        |
| 11-16 | UAE  | UAE Team Emirates        |
| 21-27 | ICW  | Intermarché-Circus-Wanty |
| 31-37 | UXT  | Team Arkéa-Samsic        |
| 41-47 | LTD  | Uno-X Pro Cycling Team   |
| 51-57 | ACT  | AG2R Citroën Team        |
| 61-67 | BOH  | Bora-Hansgrohe           |
| 71-77 | AST  | Astana Qazaqstan Team    |
| 81-87 | MOV  | Movistar Team            |

| N.      | Cod. | Squadra                         |
| ------- | ---- | ------------------------------- |
| 91-97   | COF  | Cofidis                         |
| 101-107 | LTD  | Lotto Dstny                     |
| 111-117 | EKP  | Equipo Kern Pharma              |
| 121-127 | BWB  | Bingoal WB                      |
| 131-137 | BBH  | Burgos BH                       |
| 141-147 | HPM  | Human Powered Health            |
| 151-157 | TSG  | Terengganu Polygon Cycling Team |
| 161-167 | JCL  | JCL Team Ukyo                   |

## Ordine d'arrivo (Top 10)
| Pos. | Corridore         | Squadra     | Tempo    |
| ---- | ----------------- | ----------- | -------- |
| 1    | Jenthe Biermans   | Arkéa       | 4h27'48" |
| 2    | Jordi Warlop      | Soudal      | s.t.     |
| 3    | Andrea Vendrame   | AG2R        | s.t.     |
| 4    | Francesco Busatto | Intermarché | s.t.     |
| 5    | Maxim Van Gils    | Lotto       | s.t.     |
| 6    | Diego Ulissi      | UAE         | s.t.     |
| 7    | Roger Adrià       | Kern        | s.t.     |
| 8    | Ide Schelling     | Bora        | s.t.     |
| 9    | Lennert Teugels   | Bingoal     | s.t.     |
| 10   | Carlos Verona     | Movistar    | s.t.     |